# Pomnik Studenta w Warszawie
Pomnik Studenta w Warszawie – rzeźba z brązu autorstwa Andrzeja Renesa przedstawiająca studenta siedzącego na ławce. 
Pomnik znajduje się  na terenie kampusu centralnego Uniwersytetu Warszawskiego przy ul. Krakowskie Przedmieście 26/28, przed dawnym budynkiem Biblioteki. 

## Opis
Budowa pomnika Studenta została zainicjowana przez Jarosława Włodarczyka i Tygodnik Akademicki „Auditorium” w 1993. Pomnik został odsłonięty dziesięć lat później. 
25 maja 2001 roku na Małym Dziedzińcu Uniwersytetu Warszawskiego przy Krakowskim Przedmieściu odbył się casting, na który zgłosili się studenci, którzy chcieli by ich twarz posłużyła za wzór dla spiżowego studenta. Spośród 22 kandydatów jury wybrało dziesięciu. Wśród nich znalazł się Maciej Robak – student IV roku Międzywydziałowych Indywidualnych Studiów Matematyczno-Przyrodniczych na Uniwersytecie Warszawskim. To właśnie jego twarz została wybrana w plebiscycie „Gazety Wyborczej”. Na początku pomnik gościnnie prezentowany był w Auli Głównej Politechniki Warszawskiej, by 15 stycznia 2003 zostać ostatecznie odsłoniętym na terenie kampusu centralnego, przy wejściu do dawnego budynku Biblioteki UW.
Rzeźba przedstawia studenta siedzącego na ławce, obok którego leżą książki (jedna z nich ma wysuwaną kartkę) i egzemplarz „Auditorium”. Student ubrany jest w T-shirt, marynarkę i obcisłe spodnie. W bucie ma dziurę. Aby odczytać tekst umieszczony pod podeszwą trzeba użyć lusterka. Na ławce znajdują się łacińskie sentencje. Wokół wmurowano tabliczki z nazwiskami fundatorów pomnika. Do realizacji projektu przyłączyły się samorządy studenckie warszawskich uczelni oraz Stowarzyszenie Studentów BEST Warszawa i Stowarzyszenie AISEC. Aby zebrać pieniądze na budowę, od początku stycznia 1994 r. sprzedawano cegiełki w cenie 5 zł i 20 zł.